# Malthodes guttifer
Malthodes guttifer là một loài bọ cánh cứng trong họ Cantharidae. Loài này được Allen miêu tả khoa học năm 1979.